# Uropterygius polystictus
Uropterygius polystictus är en fiskart som beskrevs av Myers och Wade, 1941. Uropterygius polystictus ingår i släktet Uropterygius och familjen Muraenidae. IUCN kategoriserar arten globalt som otillräckligt studerad. Inga underarter finns listade i Catalogue of Life.